# Delinitesta gayndahensis
Delinitesta gayndahensis är en snäckart som beskrevs av Brazier 1875. Delinitesta gayndahensis ingår i släktet Delinitesta och familjen Helicarionidae. Inga underarter finns listade i Catalogue of Life.